# Hesdin

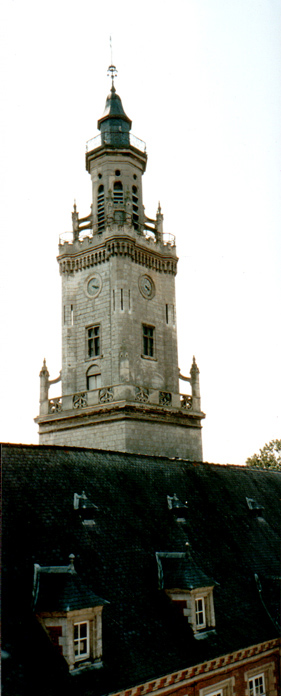

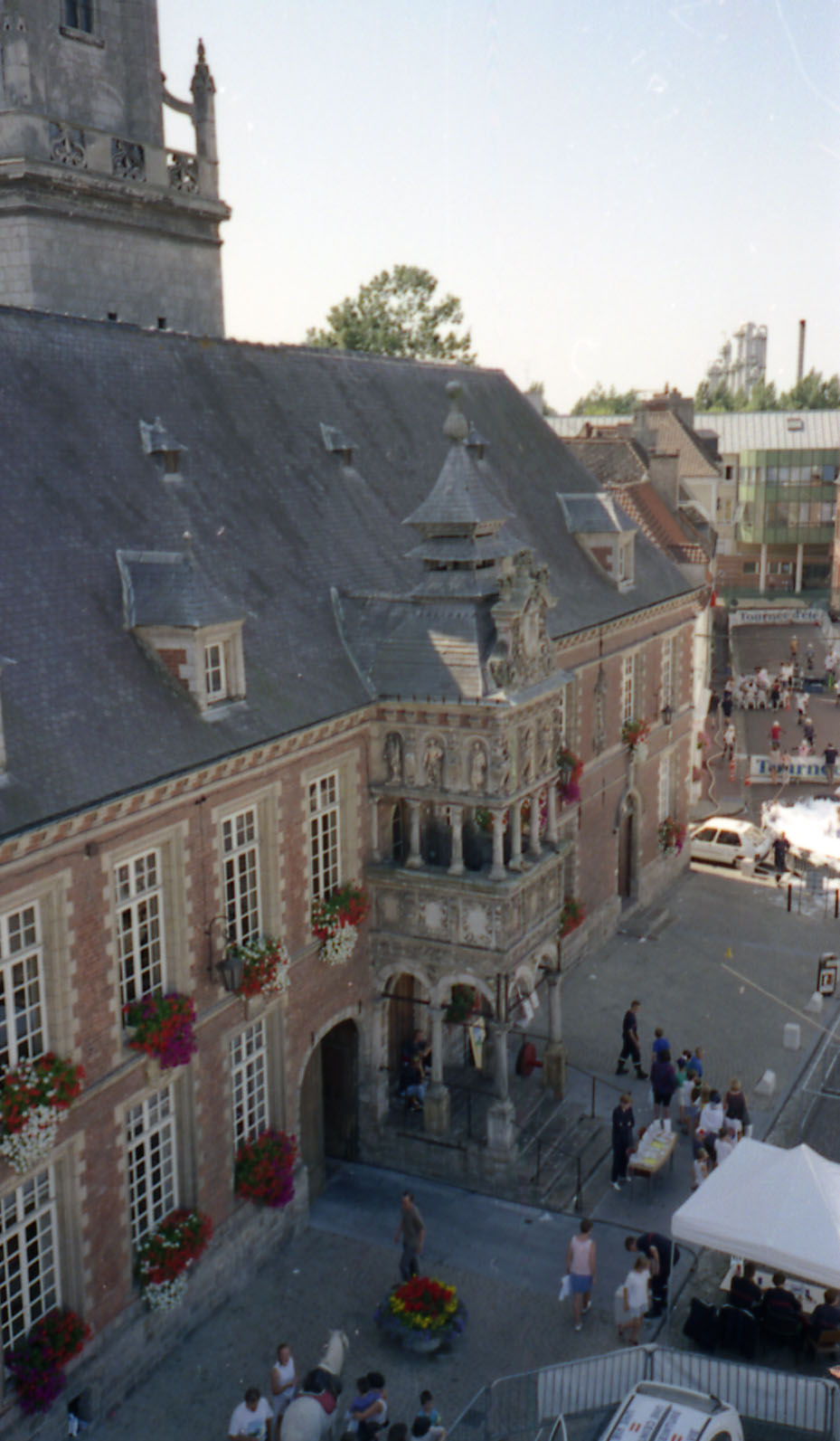

Hesdin é uma comuna francesa do norte da França. É a principal cidade do cantão de Hesdin, no distrito de Montreuil, no departamento de Pas-de-Calais.

## História
Hesdin foi um feudo dos condes de Artois, vassalos dos condes de Flandres até 1180. Quando Filipe da Alsácia, conde de Flandres entregou Artois como dote para sua sobrinha Isabel de Hainaut quando ela se casou com Filipe Augusto da França em 1180, Hesdin e as outras senhorias passaram para a França. Apesar de depois o território passar para os duques da Borgonha, Hesdin permaneceu como uma das várias fortalezas francesas, até o imperador Carlos V em 1553 ordenar a total destruição da antiga cidade-fortaleza numa elevação do solo e construir a atual cidade no ano seguinte, a cerca de 6 km do local original, às margens do rio Canche. Em 1639 os franceses sitiaram Hesdin e sob Luís XIII, ela foi recapturada para França.
Assim, apesar de Hesdin ter um nome antigo e estruturas do século XVI, não há resquícios da cidade medieval.

## Aspectos
Hesdin é dominada pela praça central, a Place d'Armes, com o prédio da prefeitura dos séculos XVI-XVII em primeiro plano. A contemporânea igreja de Notre Dame foi iniciada em 1565 e terminada em 1685.